# Petlalcingo (kommun)
Petlalcingo är en kommun i Mexiko.   Den ligger i delstaten Puebla, i den sydöstra delen av landet, 200 km sydost om huvudstaden Mexico City.
Följande samhällen finns i Petlalcingo:
- Petlalcingo
- El Ídolo
- Sección Sexta Guadalupe
- San Isidro
- Santa Cruz de Bravo
- San Antonio Tierra Colorada
- El Limón
- Mezquital
- Barrio de Guadalupe Sección Tercera